# Кроноцкое
Кроно́цкое — крупное озеро в восточной части полуострова Камчатка, в 30 км севернее от Долины гейзеров. Относится к Елизовскому району Камчатского края России.
Озеро входит в состав Кроноцкого государственного природного биосферного заповедника и объекта Всемирного природного наследия ЮНЕСКО «Вулканы Камчатки».
По площади водного зеркала является вторым на Камчатке (после солёного Нерпичьего озера) и 51-м в России.

## Гидрография

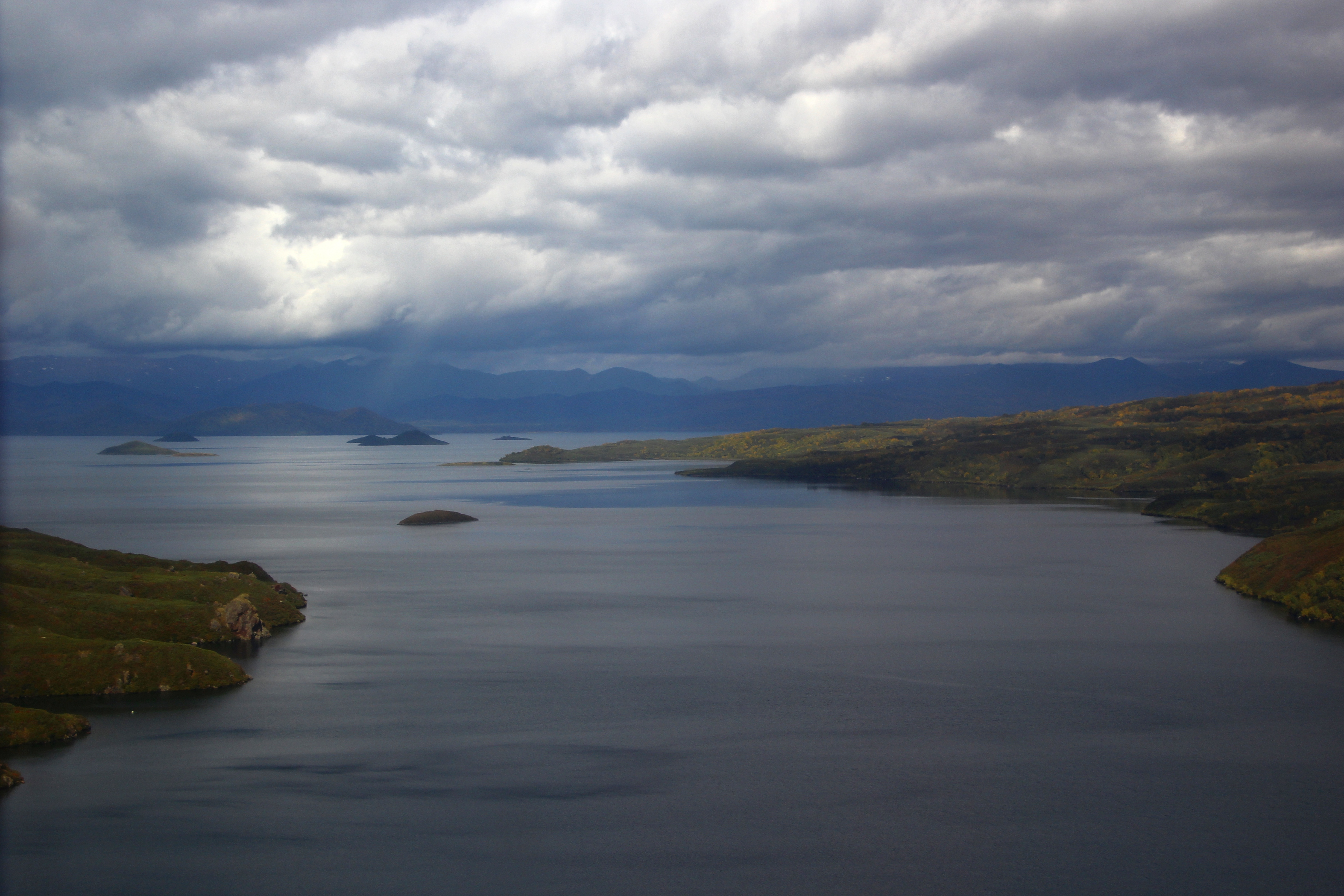
Озеро Кроноцкое

Является самым большим пресноводным озером Камчатки, его площадь составляет 245 км². Площадь водосбора — 2330 км². Имеет форму равнобедренного треугольника. Средняя глубина 51 м, максимальная глубина 148 м. Вдоль восточного берега озера расположено 11 островов. Долгое время считалось, что озеро имеет кальдеральное происхождение, однако сегодня доказано, что озеро образовалось около 10 000 лет назад в результате запруды долины реки Кроноцкой продуктами лавового извержения.
Длина озера 24 км, ширина − 18 км, средняя глубина 58 м, максимальная — 136 м. Объём заключённой воды 14,2 км³.
Питание снеговое и дождевое. Максимальный уровень наблюдается в июле, минимальный — в мае. Размах колебаний уровня составляет несколько десятков сантиметров. Полное обновление воды в котловине озера происходит примерно один раз в 9-10 лет. Ледостав с конца декабря по июнь. Толщина льда доходит до 1 метра. Температура воды в тёплое время года остаётся невысокой, максимальные значения фиксировались в сентябре и в зависимости от места находились в пределах 8—16 °C.
Минерализация воды не превышает 100 мг/л. Прозрачность высокая, до 6 м в зависимости от сезона.

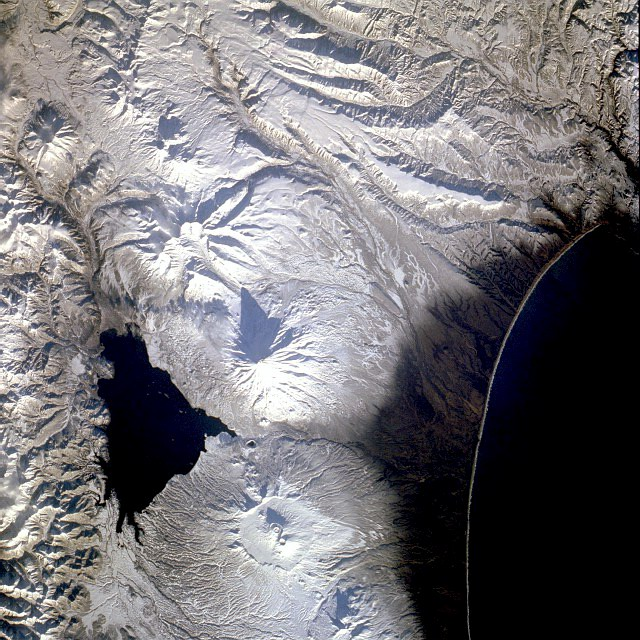
Кроноцкая сопка и Кроноцкое озеро. Спутниковый снимок. Ноябрь 1985

В 8 км к востоку находится вулкан Кроноцкая сопка, в 10 км к югу — вулкан Крашенинникова, а в 10 км к северо-востоку — гора Шмидта. В Кроноцкое озеро впадает 10 рек, самые большие из них — Лиственничная, Узон, Унана, Северная, Перевальная. Вытекает одна река Кроноцкая (Кродакыг), на сороковом километре впадающая в Кроноцкий залив.

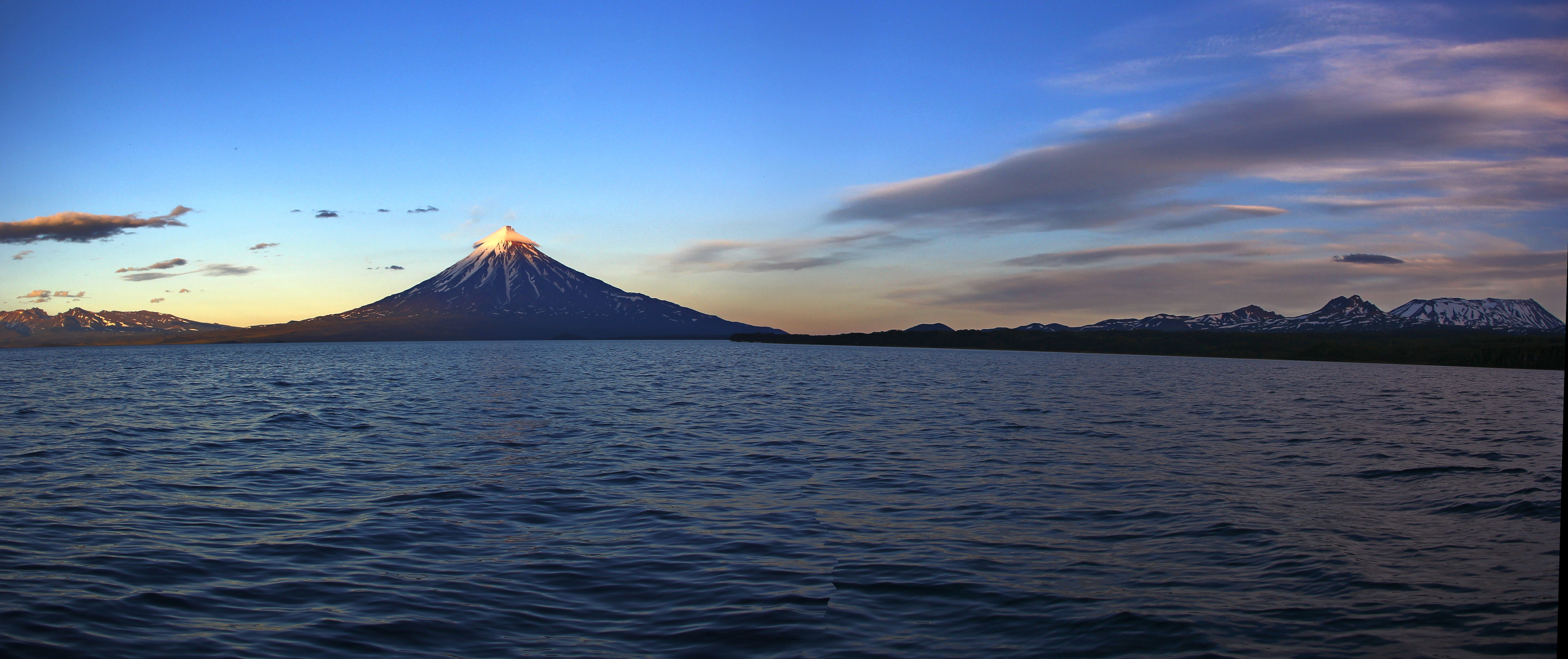
Кроноцкая сопка и вулкан Крашенинникова на закате

## Фауна
В состав зоопланктона входит 17 видов веслоногих, ветвистоусых ракообразных и коловраток. Доминирующим видом является циклоп. В бентосе наибольшее распространение получили олигохеты, моллюски и личинки хирономид, а также мермитиды, бокоплав, пиявки и водяные клещи.

В озере обитает 2 вида рыб: особая пресноводная форма нерки кокани, являющаяся изолятом, и представленная 2 эндемичными формами, и озёрный голец, представленный 8 эндемичными формами
«По современным представлениям ихтиофауна оз. Кроноцкое демонстрирует один из лучших в мире примеров появления новых групп (форм, видов) животных под действием экологических факторов. Разнообразие рыб, возникшее в озере, является живым свидетельством происходящих в природе эволюционных процессов без географических барьеров».
На побережье находятся колонии тихоокеанских чаек, и лебеди.

## Исторические сведения
Первые сведения об озере Кроноцком собрал С. П. Крашенинников, записав описание озера со слов камчадалов. В 1755 году была опубликована его монография «Описание земли Камчатка». До начала XX века из-за труднодоступности Кроноцкое озеро учёными не посещалось. Первым исследователем озера был зоолог П. Ю. Шмидт. В 1908—1909 гг. в ходе экспедиции Ф. П. Рябушинского по обследованию Камчатки Императорским русским географическим обществом П. Ю. Шмидт прошёл из долины реки Камчатки по северным и восточным берегам озера и дал краткое описание верхнего течения реки Кроноцкой. В 1915 году В. Н. Лебедев обработал и опубликовал собранные отрядом Шмидта научные данные. Публикация называлась «Воды юго-восточной Камчатки, ч.1 (1915). Озера.»
в 1930-40-хх годах на озере несколько раз побывал сотрудник Камчатского отделения ТИНРО, известный первоисследователь водоемов Камчатки Е. М. Крохин.
В 1970-80-е годы на Кроноцком работали экспедиции Ко ТИНРО и Дальневосточного отделения Академии наук. В них участвовали такие учёные, как С. И. Куренков, Р. М. Викторовский, М. К. Глубоковский и К. А. Савваитова.
В 2010 году при содействии Кроноцкого государственного заповедника было начато новое исследование водоёма. В частности, удалось обнаружить 2 ранее неописанные группы глубоководных гольцов, а также выявить ряд ключевых факторов, способствовавших формированию и поддержанию разнообразия у местных рыб. Ихтиофауна озера Кроноцкое демонстрирует один из лучших примеров появления новых групп (форм, видов) животных под действием экологических факторов. Разнообразие рыб, возникшее в озере, является живым свидетельством происходящих в природе эволюционных процессов без географических барьеров.. По результатам исследований в 2017 году учёными Е. В. Есиным и Г. Н. Маркевичем была издана монография «Гольцы рода Salvelinus азиатской части Северной Пацифики: происхождение, эволюция и современное разнообразие». В книге представлен аналитический обзор современных представлений о возникновении основных видов гольцов, подробно описаны 2 эндемичные формы для нерки (кокани) и 7 форм для гольцов. Исследования водоёма продолжаются.

## Изображения

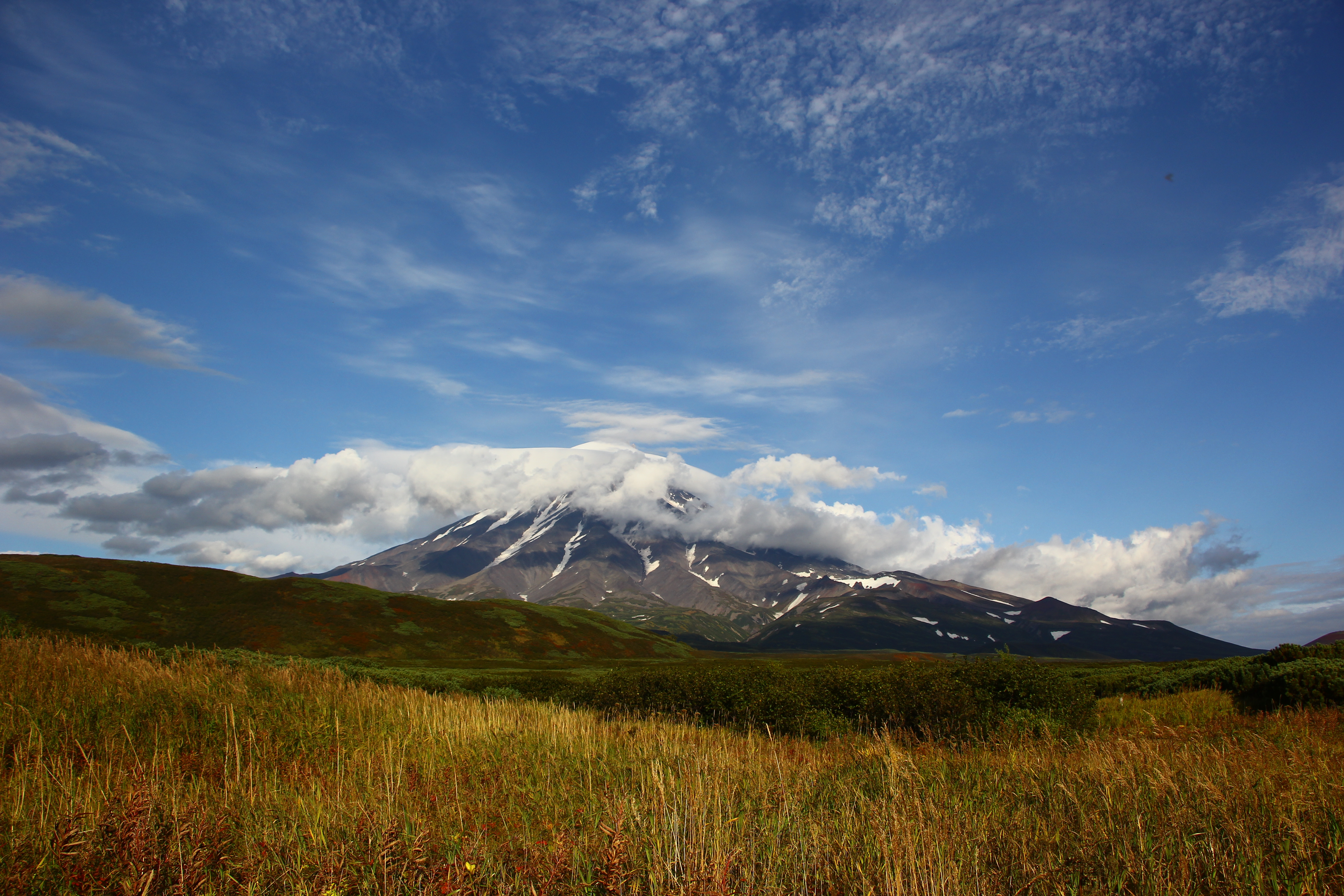
Кроноцкая сопка (снято с кордона "Исток")
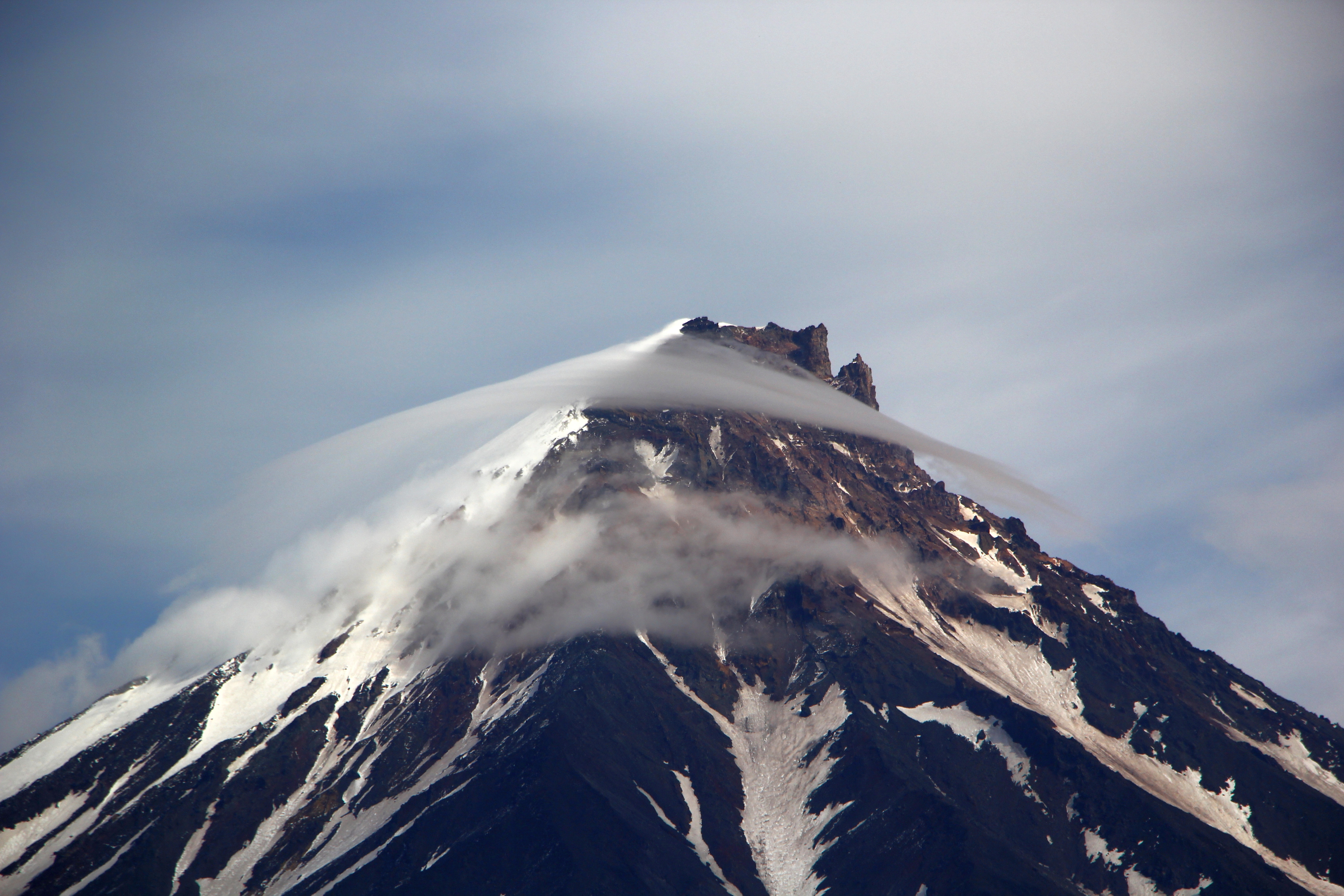
Облако на вершине Кроноцкой
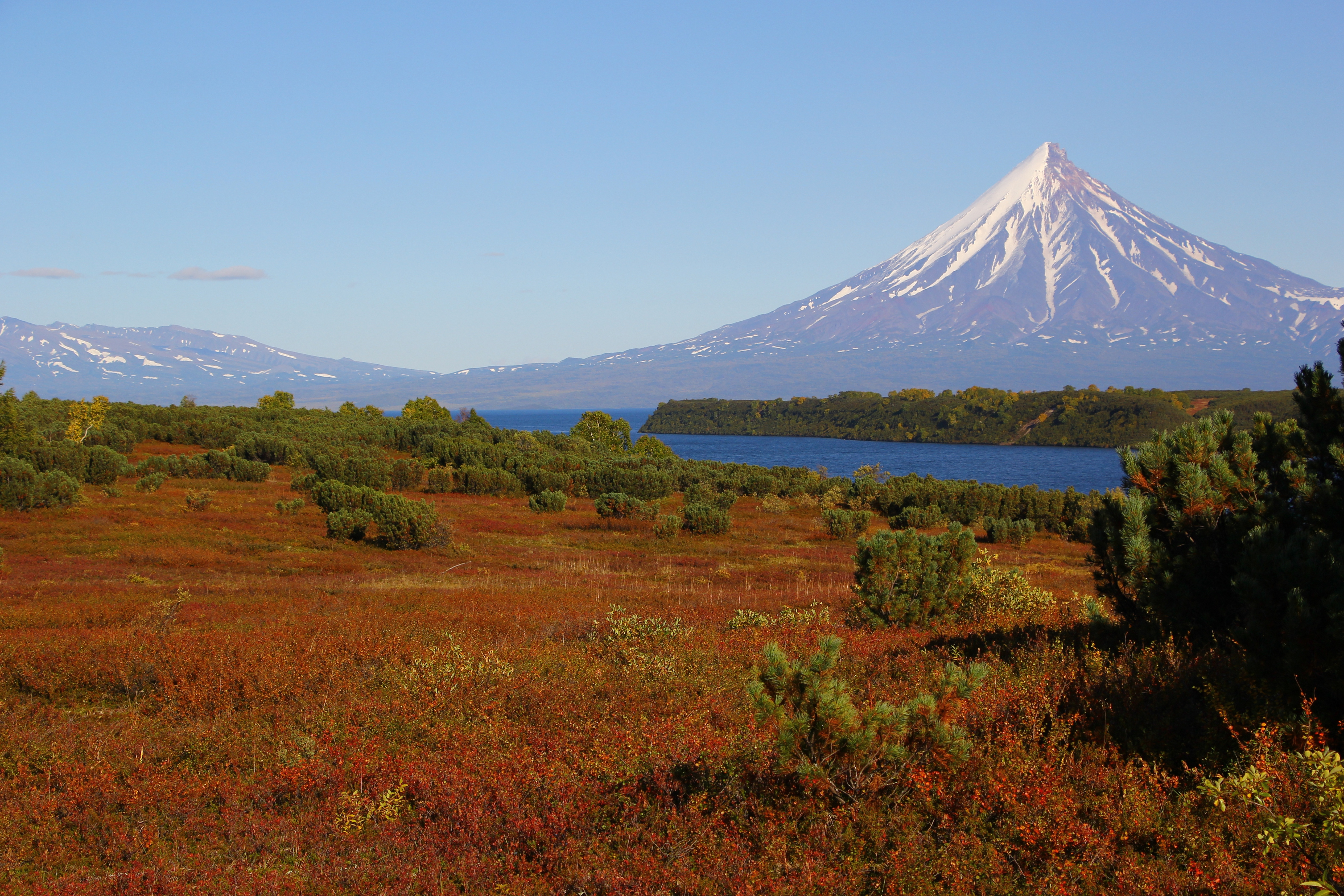
Кроноцкая сопка с залива у низовий Унаны
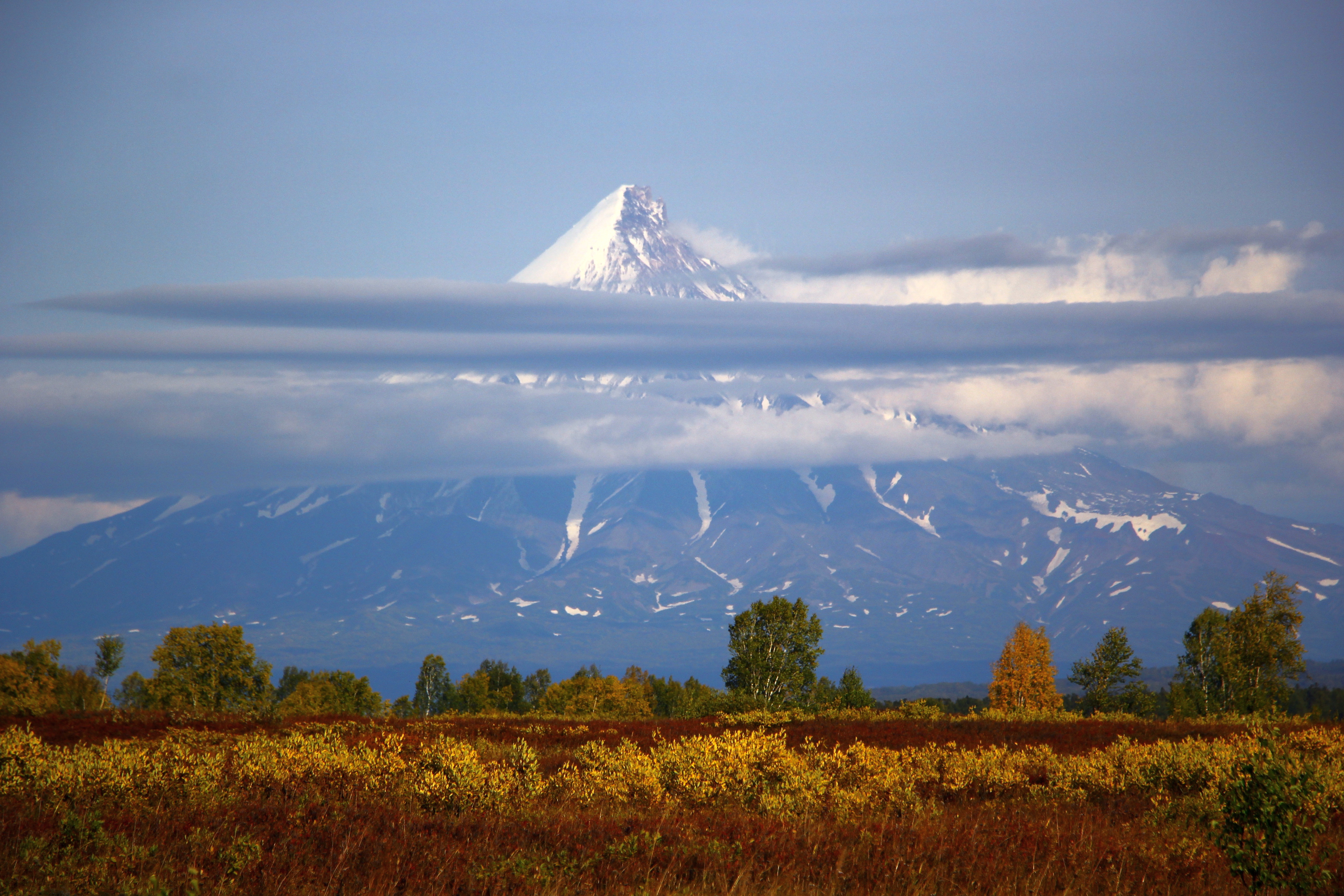
Кроноцкая сопка и сентябрьская тундра